# Mặt trận Thái Bình Dương trong Thế chiến thứ hai

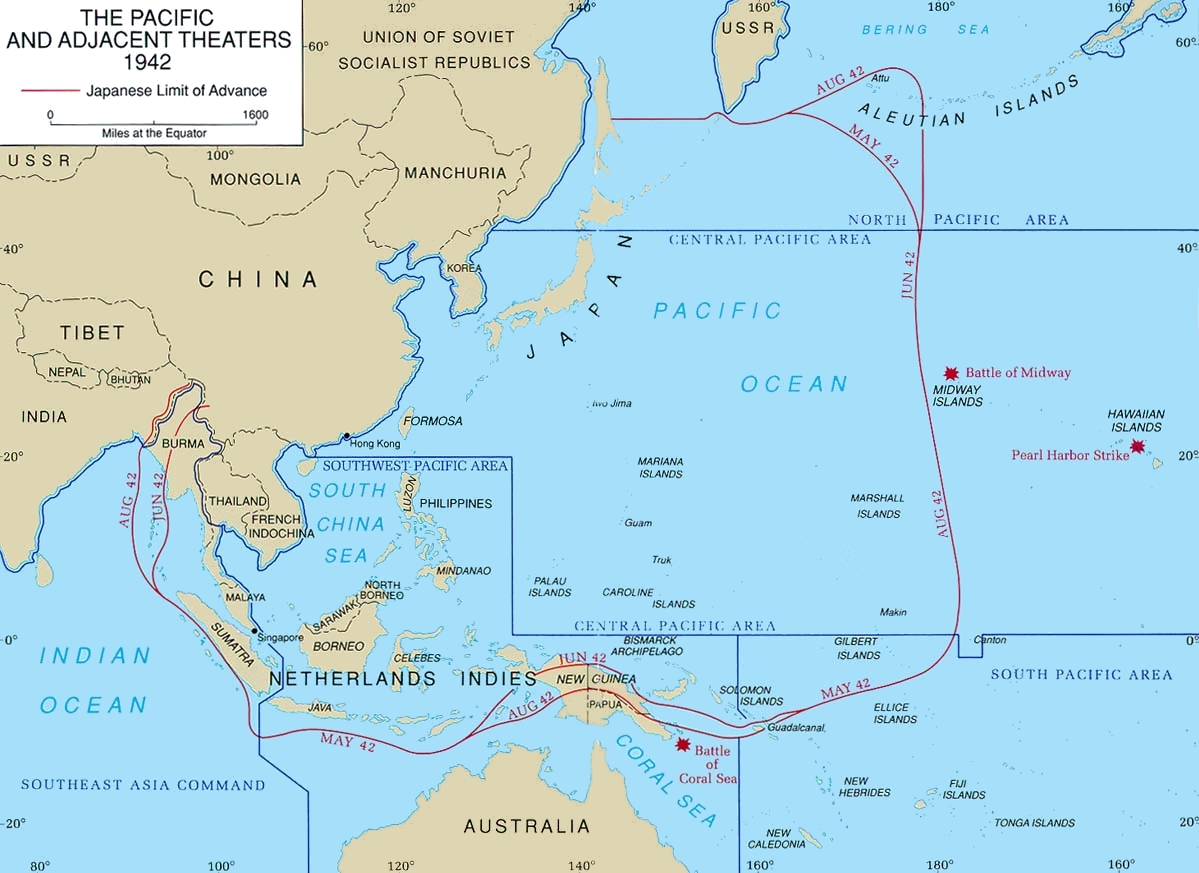
Bản đồ phân chia các khu vực chỉ huy quân sự của Hoa Kỳ thuộc Mặt trận Thái Bình Dương và Tây Nam Thái Bình Dương.

Mặt trận Thái Bình Dương là một trong bốn chiến trường chính của chiến tranh Thái Bình Dương trong chiến tranh thế giới thứ hai, diễn ra giữa một bên là Đế quốc Nhật Bản chống lại bên kia là các lực lượng Hoa Kỳ, Khối Thịnh vượng chung Anh, Hà Lan và Pháp.
Mặt trận này trải rộng trên hầu hết diện tích Thái Bình Dương và các đảo của nó, ngoại trừ Philippines, Úc, Đông Ấn thuộc Hà Lan, lãnh thổ New Guinea (bao gồm cả quần đảo Bismarck) và phần phía tây quần đảo Solomon (những vùng này thuộc mặt trận Tây Nam Thái Bình Dương). Mặt trận Thái Bình Dương cũng không bao gồm các khu vực Trung Quốc và đất liền Đông Nam Á. Cái tên Mặt trận Thái Bình Dương bắt đầu có từ ngày 30 tháng 3 năm 1942 lấy theo Bộ tư lệnh của phe Đồng Minh, và thường được gọi đơn giản là "Khu vực Thái Bình Dương".

## Chỉ huy

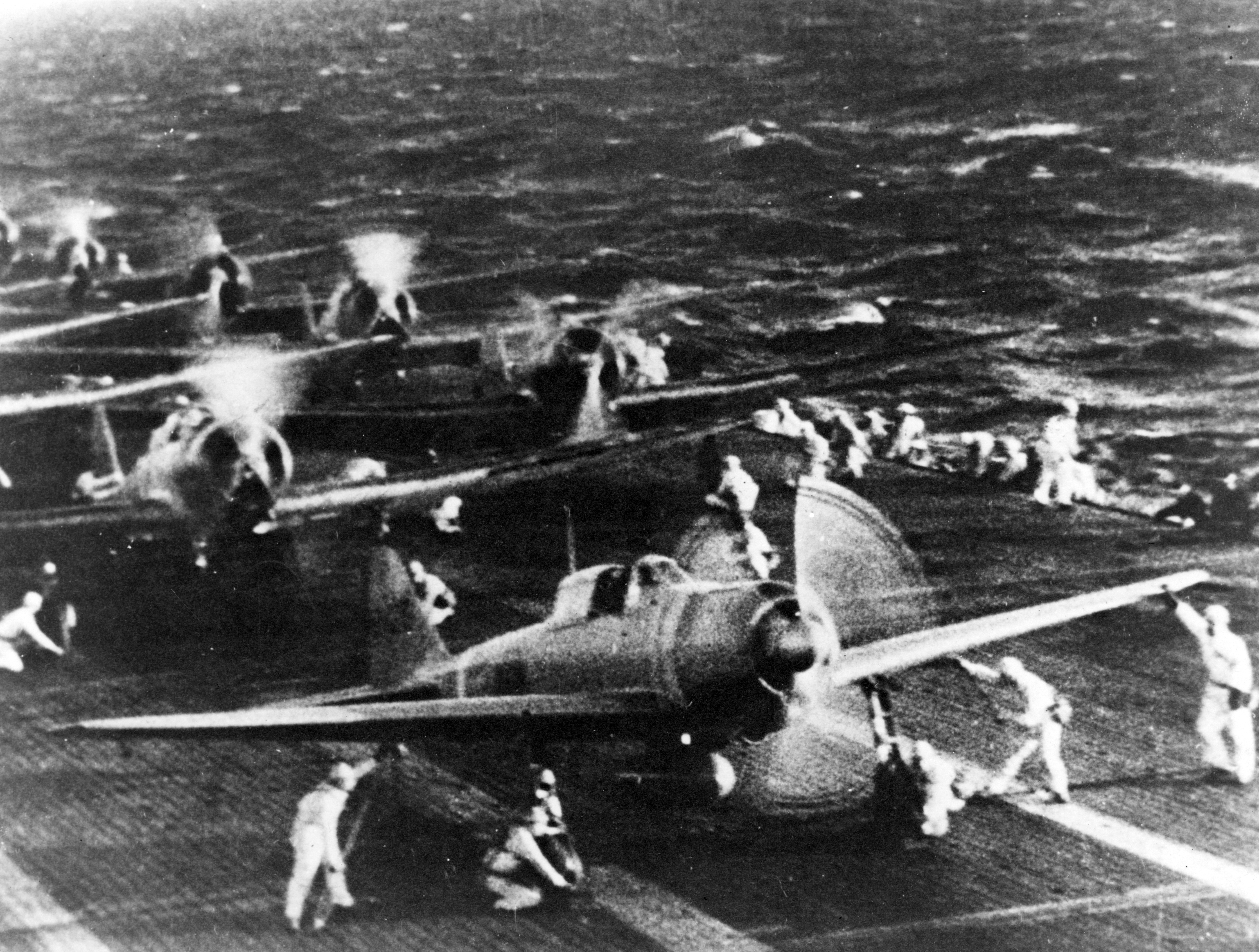
Máy bay Nhật chuẩn bị cất cánh trên một tàu sân bay.

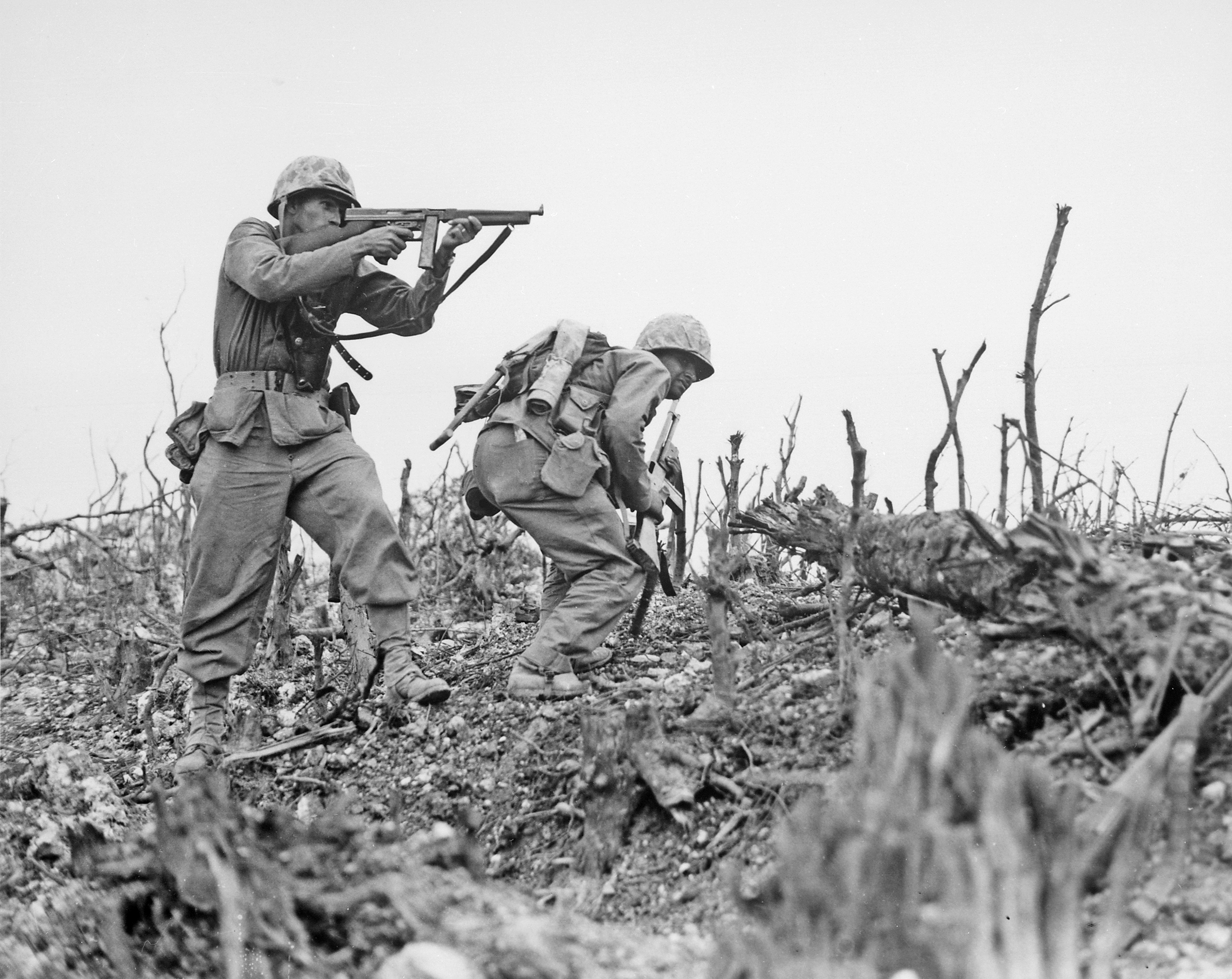
Okinawa năm 1945. Một lính Thủy quân lục chiến Hoa Kỳ đang chĩa khẩu tiểu liên Thompson vào một xạ thủ bắn tỉa Nhật, bên cạnh là đồng đội anh ta đang ẩn núp.

Cơ cấu Bộ tư lệnh Mặt trân Thái Bình Dương.

Hạm đội Liên hợp Nhật do Đô đốc Isoroku Yamamoto chỉ huy cho đến khi ông bị giết trong cuộc tấn công của máy bay tiêm kích Hoa Kỳ tháng 4 năm 1943. Kế nhiệm Yamamoto là Đô đốc Mineichi Koga (1943–1944) và Đô đốc Soemu Toyoda (1944–1945).
Đô đốc, sau đó là Thủy sư Đô đốc Chester W. Nimitz chỉ huy phần lớn lực lượng hải quân hùng mạnh của Đồng Minh tại Thái Bình Dương trong giai đoạn 1941–1945. Bộ tư lệnh Khu vực Thái Bình Dương (POA) được thành lập tháng 3 năm 1942. POA được chia thành các khu vực Bắc, Trung và Nam Thái Bình Dương, với các viên tư lệnh dưới quyền. Nimitz nắm quyền chỉ huy trực tiếp tại Khu vực Trung Thái Bình Dương (CENPAC).

## Các chiến dịch và trận đánh lớn
- Trung Thái Bình Dương
  - Trận Trân Châu Cảng, 7 tháng 12 năm 1941[6]
  - Trận đảo Wake 7–23 tháng 12 năm 1941[7]
  - Không kích Doolittle 18 tháng 4 năm 1942[6]
  - Trận Midway 4–6 tháng 6 năm 1942[6]
  - Chiến dịch quần đảo Gilbert và Marshall 1943–1944
    - Cuộc oanh tạc đảo Makin 17–18 tháng 8 năm 1942[8]
    - Trận Tarawa 20 tháng 11 năm 1943[6]
    - Trận Kwajalein 1 tháng 2 năm 1944[9]
    - Trận Eniwetok 17 tháng 2 năm 1944[10]

  - Cuộc tấn công đảo Truk 17-18 tháng 2 năm 1944
  - Chiến dịch quần đảo Mariana và Palau 1944
    - Trận chiến đảo Saipan 15 tháng 6 năm 1944[11]
    - Trận chiến biển Philippine 19–21 tháng 6 năm 1944[12]
    - Trận Guam 21 tháng 7 năm 1944[13]
    - Trận Tinian 24 tháng 7 năm 1944[13]
    - Trận Peleliu 15 tháng 9 năm 1944[14]
    - Trận Angaur 17 tháng 9 năm 1944[14]

  - Chiến dịch quần đảo Ogasawara và Ryukyu 1945
    - Trận Iwo Jima 19 tháng 2 năm 1945[6]
    - Trận Okinawa 1 tháng 4 năm 1945[6]
- Bắc Thái Bình Dương
  - Chiến dịch quần đảo Aleut 1942–1943
  - Trận chiến quần đảo Komandorski 26 tháng 3 năm 1943[6]